# نيل لوكاس
نيل لوكاس (بالإنجليزية: Neil Lucas)‏ هو سياسي أسترالي، ولد في 10 أغسطس 1945. انتخب Administrator of the Indian Ocean Territories ‏ (30 يناير 2006 – 22 فبراير 2008) وانتخب عضو المجلس التشريعي الفيكتوري.